# Ferdinand Justius Luther
Ferdinand Justius Luther (auch Ferdinand Justinus Luther; * 27. Septemberjul. / 9. Oktober 1838greg. in Reval, Gouvernement Estland; † 21. Julijul. / 3. August 1910greg. ebenda) war ein deutschbaltischer lutherischer Pfarrer und Theologe.

## Leben

### Herkunft und Familie
Luther wurde als Sohn des estländischen Unternehmers und Kaufmanns Alexander Martin Luther (1810–1876) und dessen erster Ehefrau Louise Luther, geb. Gebauer, (1812–1844) geboren. Die Mutter starb sehr früh.
Ferdinand Justius Luther heiratete im Februar 1869 Marie Steding. Ihr Sohn war der Theologe Ralf Johannes Ferdinand Luther (1887–1931).

### Werdegang
Luther besuchte von 1850 bis 1856 die renommierte Domschule in Reval. Anschließend studierte er 1856/57 und von 1859 bis 1862 Evangelische Theologie an der Kaiserlichen Universität Dorpat. Anschließend war er 1858 als Hauslehrer bei der Familie v. Benckendorff in Liigvalla (Löwenwolde), 1864/64 bei der Familie von Wendrich in Mädapea (Mettapäh) und schließlich bei dem Theologen Georg Michael von Paucker (1828–1892) in Rakvere (Wesenberg) beschäftigt. Am 13. September 1864 wurde er ordiniert.
Von 1864 bis 1867 war Luther als Pfarrvikar angestellt. Ab September 1867 war er Pfarrer der neu gegründeten Gemeinde in Emmaste (Emmast) auf der zweitgrößten estnischen Insel Hiiumaa (Dagö). Im Januar 1876 wurde er Pfarrer der nahegelegenen Gemeinde Käina (Keinis).
Von 1883 bis 1885 war Luther Pastor-Diakonus an der Nikolaikirche in der estnischen Hauptstadt Tallinn. Von 1885 bis 1909 war er dort als Oberpastor beschäftigt.
Von 1885 bis zu dessen Auflösung 1889 gehörte Luther als Assessor dem Konsistorium von Tallinn an. Von 1901 bis 1904 war er geistliches Mitglied des Konsistoriums von Estland. Im Januar 1909 trat er in den Ruhestand.
Ferdinand Justius Luther veröffentlichte zahlreiche Aufsätze zur Lage der Kirche.